# Луненберг
Луненберг (англ. Lunenburg) — город в канадской провинции Новая Шотландия, примерно в 90 км юго-западнее Галифакса. Включён в список Всемирного наследия Юнеско в 1995 году как великолепно сохранившийся пример британского колониального поселения в Северной Америке.
В 2006 году население составило 2317 человек.

## История
Изначально на данной территории проживали индейцы-микмаки. Местность носила название Мирлигеш; это же название присвоили своему посёлку французские поселенцы. Посёлок был разрушен шотландцами.
Луненберг основан в 1753 году на месте бывшего Мирлигеша и получил название в честь короля Великобритании и Ирландии Георга II, являвшегося также правителем герцогства Брауншвейг-Люнебург. Для защиты города от нападений французских военных кораблей и набегов со стороны местных индейцев вокруг города было сооружено несколько небольших крепостей, в которых разместился британский гарнизон, а также провинциальные войска из Массачусетса. Во время заселения города произошёл бунт — восстание Хоффмана.
1 июля 1782 года, в ходе войны за независимость США город захватили американские каперы.
Многие первые горожане были протестантами, выходцами из рейнской области Германии, франкоязычных кантонов Швейцарии и Монбельяра, прибывшими сюда с той же волной миграции, что и пенсильванские немцы. Британская Корона поощряла переселение в данные земли иностранных протестантов, с целью недопущения поселений франкоакадцев.

## Экономика и культура
Луненберг является домашним портом всемирно известной шхуны Bluenose и её модификаций. Здесь также расположены Музей атлантического рыболовства и Академия Луненберга. Важную роль в экономике играет туризм.
В городе расположены высокотехнологичные производства компаний Composites Atlantic и HB Studios, один из крупнейших в Канаде рыбоперерабатывающий завод High Liner Foods.
Город сохранил свою первоначальную, разработанную в метрополии, регулярную планировку, сохранилось значительное количество деревянных зданий, некоторые из которых были построены ещё в XVIII веке.
С 1908 до 1940-х годов в городе работал Оперный театр, преобразованный в кинотеатр (закрытый к 1970-м).

## Галерея

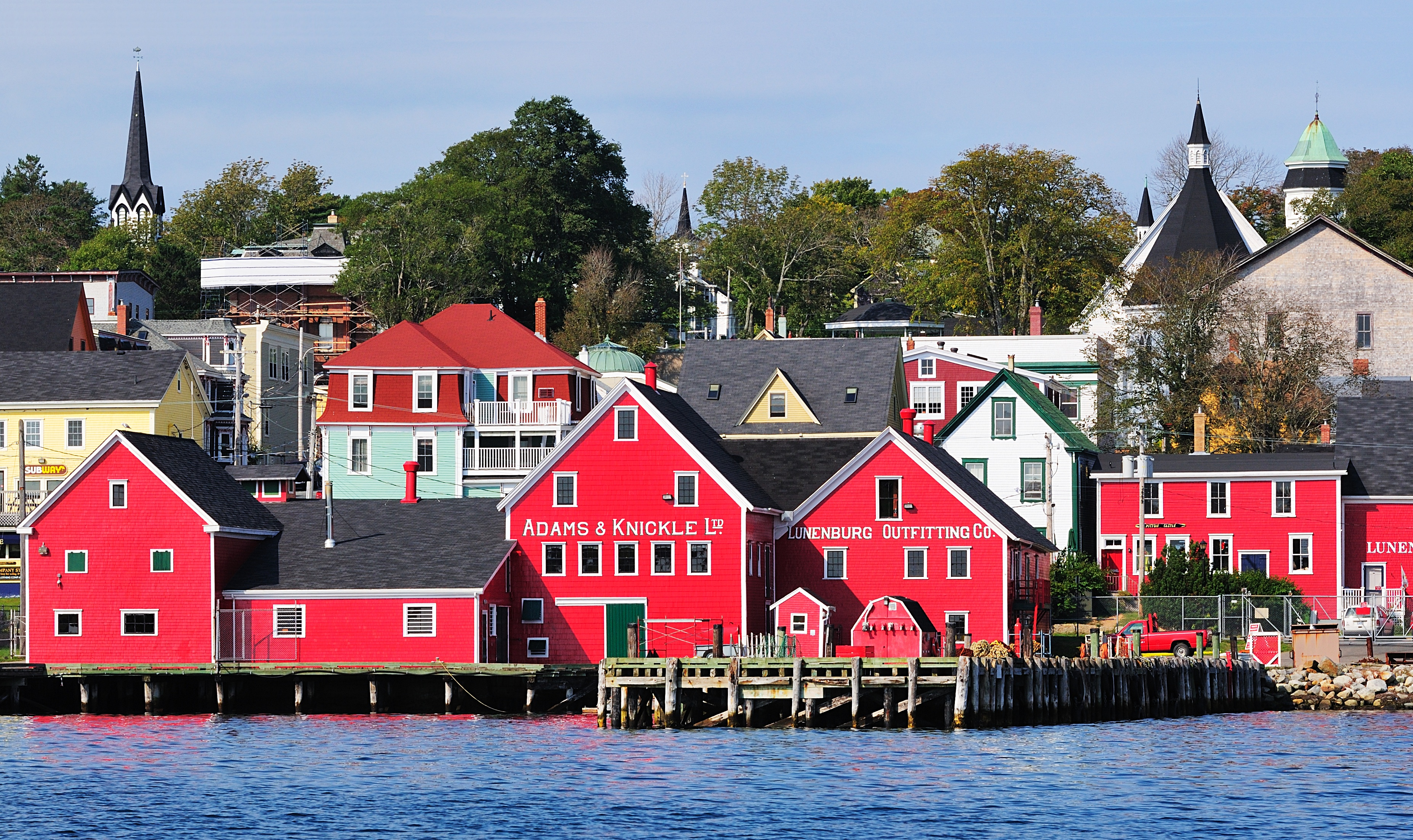
Городская гавань
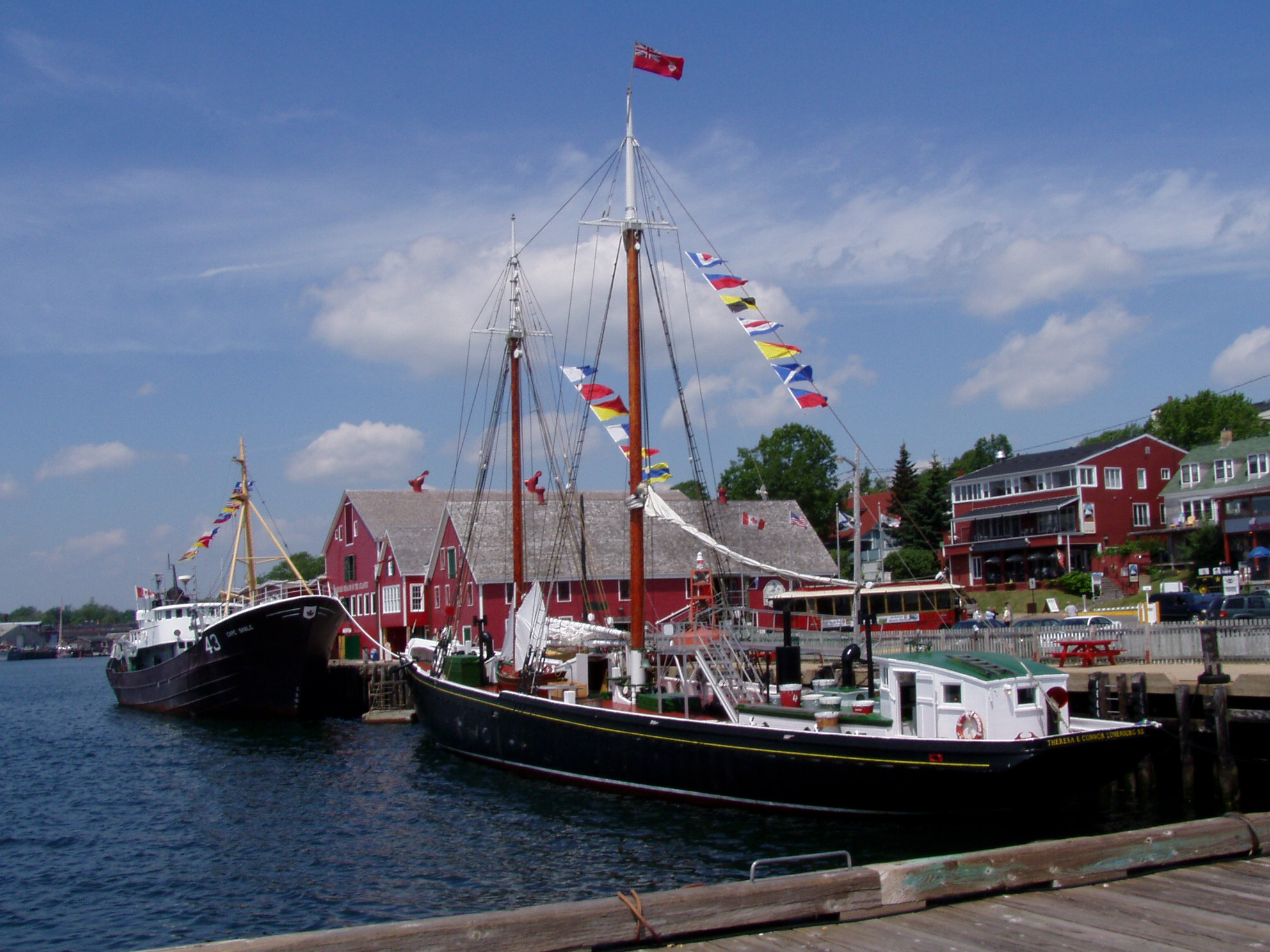
Музей атлантического рыболовства
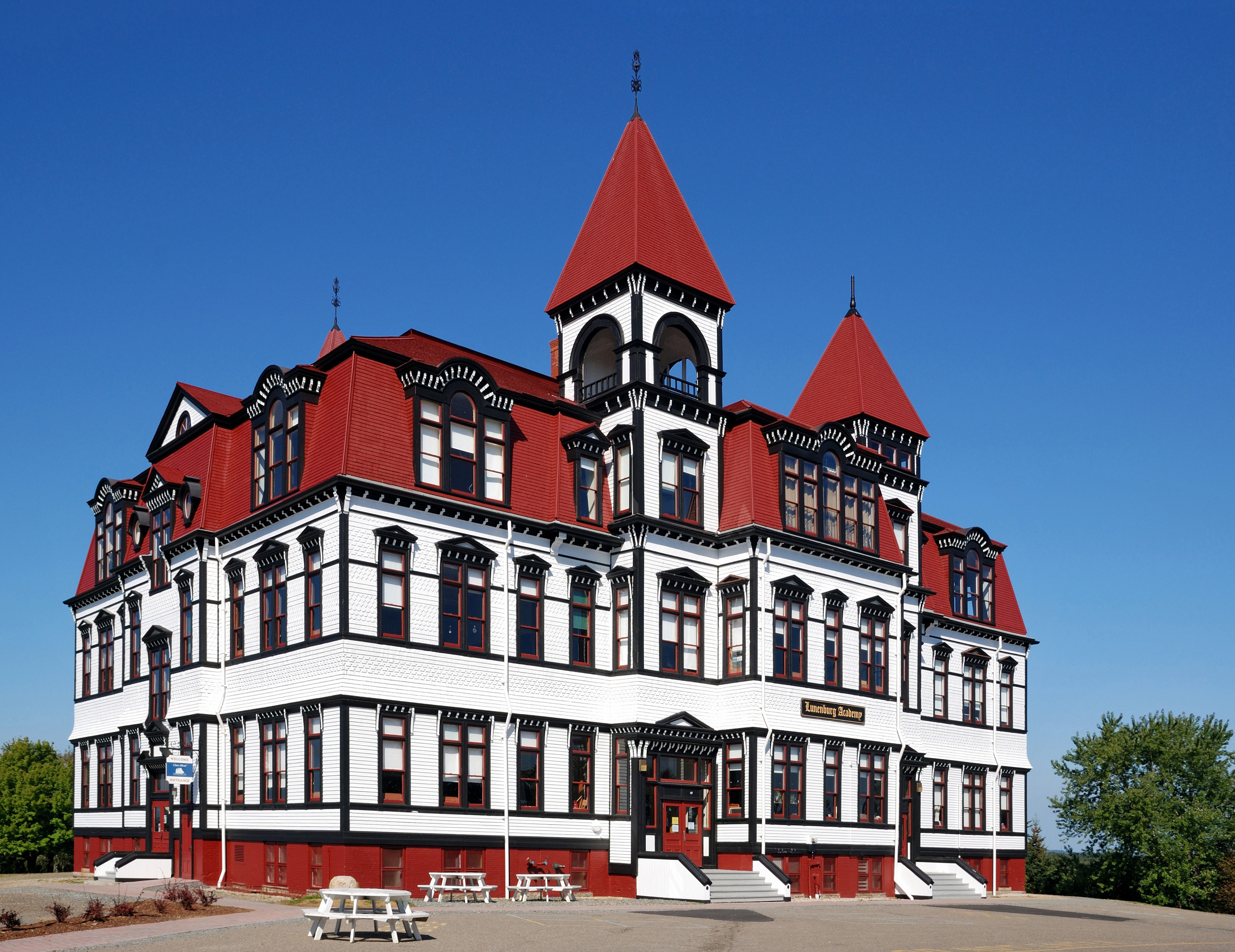
Академия Луненберга
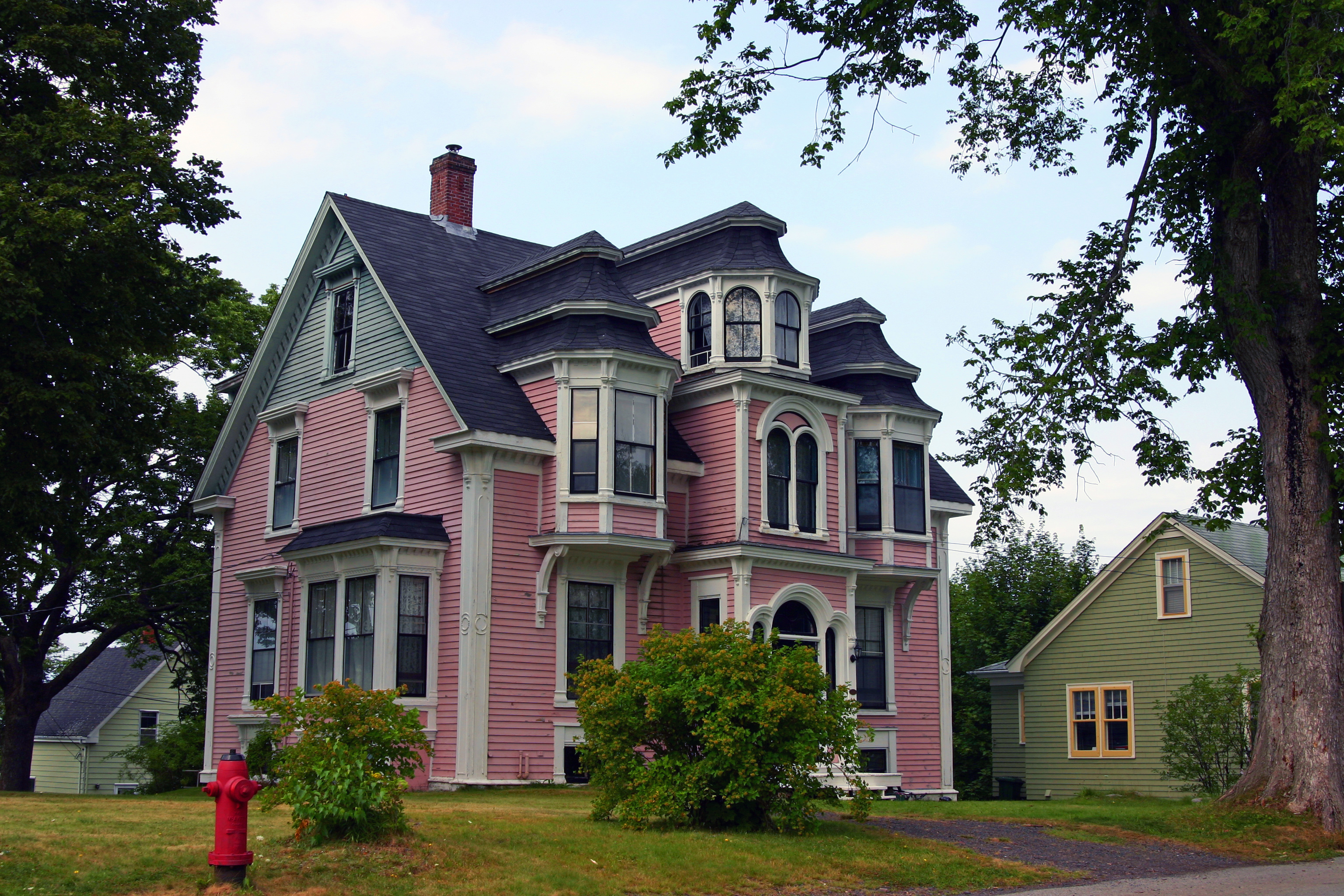
Городской дом
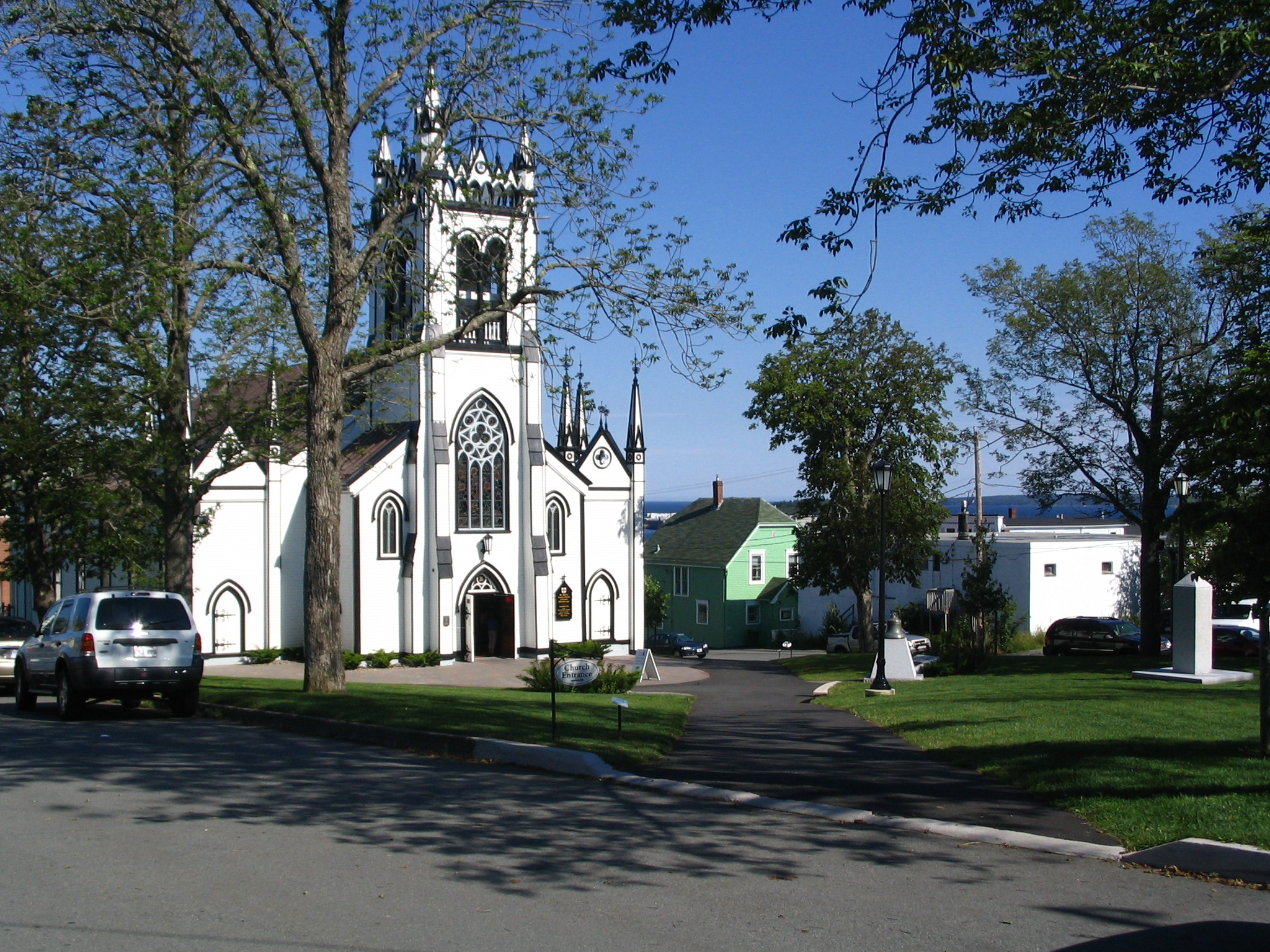
англиканская церковь